# Pat Torpey
Pat Torpey (Cleveland, 13 dicembre 1953 – 7 febbraio 2018) è stato un batterista statunitense, noto per la sua militanza nei Mr. Big.

## Biografia

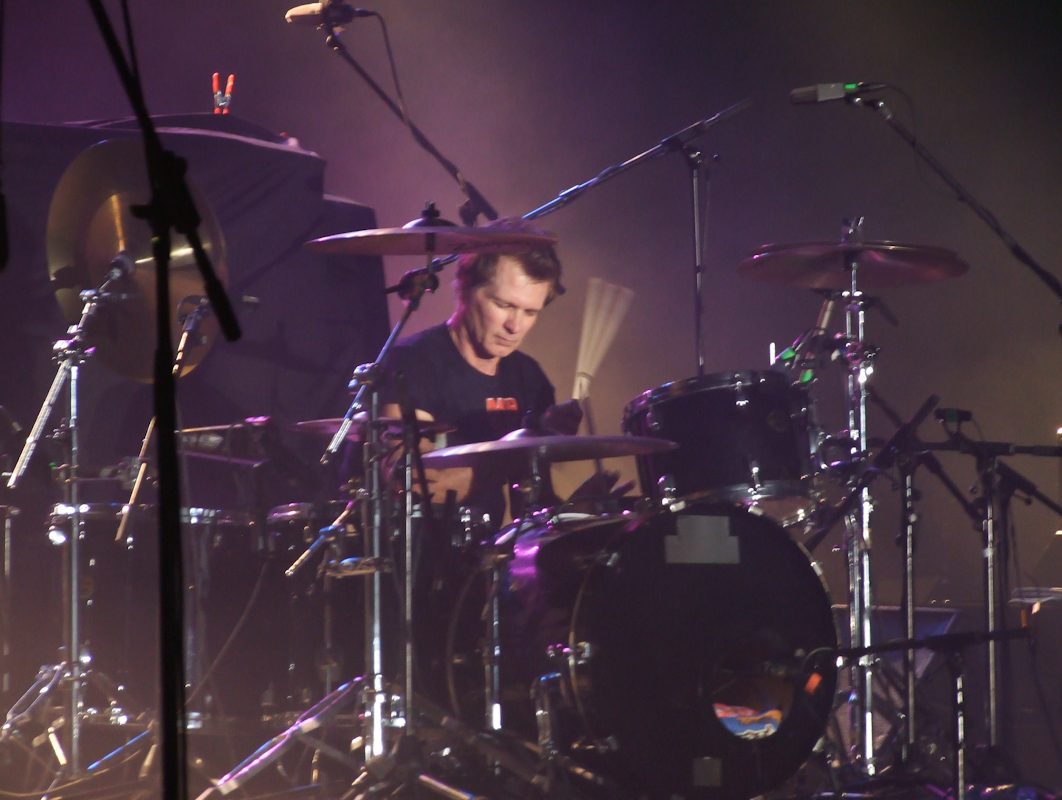
Pat Torpey in concerto nel 2011

Torpey esordì negli anni ottanta come turnista per John Parr, Belinda Carlisle e Robert Plant, prima di unirsi in pianta stabile ai Mr. Big con cui divenne famoso. Oltre ad aver partecipato alle incisioni degli album dei Mr. Big ed ai relativi tour, Pat Torpey pubblicò album solisti (grazie alla popolarità acquisita in Asia) e due metodi didattici per batteria:
- Big Drums (con la partecipazione di Billy Sheehan)
- Rock Groove Drumming

Altre collaborazioni artistiche portarono Pat Torpey in tour con David Lee Roth, Richie Kotzen, Impellitteri, Montrose, The Knack e Johnny Hiland.
Nel 2014 gli venne diagnosticato la malattia di Parkinson, che aveva iniziato ad affliggerlo due anni prima; nonostante questo e grazie all'enorme stima ed affetto dei compagni della band, il batterista rimase un membro effettivo dei Mr. Big prendendo parte alla stesura e registrazione dei dischi successivamente pubblicati (...The Stories We Could Tell e Defying Gravity) e partecipando ai relativi tour, affiancato dal collega e nuovo componente della band Matt Starr, limitandosi però al ruolo di percussionista e suonando la batteria solo in una manciata di brani. Tutto questo esprimeva la sua grande passione nutrita per la musica e la serenità che egli riusciva a tenere all'interno della band statunitense.
Il 7 febbraio 2018, all'età di 64 anni, Pat Torpey è morto a causa di complicazioni dovute alla malattia diagnosticata nel 2014.

## Discografia

### Da solista
- 1998 - Odd Man Out
- 1999 - Odd Man Out: Y2K

### Con i Mr. Big

#### Album in studio
- 1989 - Mr. Big
- 1991 - Lean into It
- 1993 - Bump Ahead
- 1996 - Hey Man
- 2000 - Get Over It
- 2001 - Actual Size
- 2011 - What If...
- 2014 - ...The Stories We Could Tell
- 2017 - Defying Gravity

#### Live
- 1990 - Raw Like Sushi
- 1992 - Mr. Big Live
- 1992 - Raw Like Sushi II
- 1994 - Japandemonium: Raw Like Sushi 3
- 1996 - Channel V at the Hard Rock Live
- 1997 - Live at Budokan
- 2002 - In Japan
- 2009 - Back to Budokan
- 2012 - Live from the Living Room
- 2018 - Live from Milan

#### Raccolte
- 1996 - Big Bigger Biggest: Greatest Hits
- 2000 - Deep Cuts: The Best of the Ballads
- 2004 - Greatest Hits
- 2009 - Next Time Around - Best of Mr. Big

### Con gli Impellitteri
- 1988 - Stand in Line

### Con gli Stream
- 1997 - Stream
- 1998 - Nothing Is Sacred

### Con i Velocity
- 1998 - Impact
- 2001 - Activator

### Con i The Knack
- 2001 - Normal as the Next Guy

### Altri album
- 1986 - Jeff Paris - Race to Paradise
- 1987 - Stan Bush and Barrage - Stan Bush and Barrage
- 1987 - Mötley Crüe - Girls, Girls, Girls
- 1988 - Ted Nugent - If You Can't Lick 'Em...Lick 'Em
- 1989 - Michael Thompson Band - How Long
- 1995 - Frederiksen/Phillips - Frederiksen/Phillips
- 1996 - Akira Takasaki - Wa
- 1998 - Paul Gilbert - King of Clubs
- 1998 - Richie Kotzen - What Is...
- 1998 - Niacin - High Bias
- 2001 - David Glen Eisley - The Lost Tapes
- 2003 - Richie Kotzen - Change
- 2004 - Outland - Long Way Home
- 2004 - Johnny Hiland - Johnny Hiland

### Tribute album
- 1998 - Thunderbolt: A Tribute to AC/DC
- 1999 - Not the Same Old Song and Dance: Tribute to Aerosmith
- 1999 - Humanary Stew: A Tribute to Alice Cooper
- 2000 - Bat Head Soup: A Tribute to Ozzy
- 2002 - One Way Street: A Tribute to Aerosmith
- 2006 - Welcome to the Nightmare: An All Star Salute to Alice Cooper